# Anthophora leucophaea
Anthophora leucophaea är en biart som beskrevs av Pérez 1879. Anthophora leucophaea ingår i släktet pälsbin, och familjen långtungebin. Inga underarter finns listade i Catalogue of Life.